# OMX Iceland 10
OMX Iceland 10 es un índice bursátil que consiste en las diez mayores empresas que cotizan en la bolsa de Islandia. Fue actualizado como OMXI10 en julio de 2019 (de OMX Iceland 8), para reflejar el progreso hecho en el mercado en los años recientes, donde el mercado ha crecido en tamaño y ha ganado en liquidez.

## Composición
| Compañía                     | Sector                          | Ticker |
| ---------------------------- | ------------------------------- | ------ |
| Arion Bank                   | Banca                           | ARION  |
| Kvika Banki hf.              | Banca                           | KVIKA  |
| Eimskipafelag Islands hf     | Bienes industriales & Servicios | EIM    |
| Festi hf.                    | Minorista                       | FESTI  |
| Vátryggingafélag Íslands hf. | Seguros                         | VIS    |
| Icelandair Group             | Transporte                      | ICEAIR |
| Marel hf.                    | Bienes industriales & Servicios | MAREL  |
| Islandsbanki hf.             | Banca                           | ISB    |
| Síminn                       | Telecomunicaciones              | SIMINN |
| Sildarvinnslan hf            | Alimentación                    | SVN    |